# 915
915 (CMXV) var ett normalår som började en söndag i den julianska kalendern.

## Händelser

### Okänt datum
- Slaget vid Garigliano: en kristen allians besegrar saracener.
- Petjengerna anfaller Rus för första gången.

## Födda
- Al-Hakam II, kalif i Córdoba.

## Avlidna
- Bertila av Spoleto, kejsarinna av Tysk-romerska riket.